# Aeroportul Denis Island
Aeroportul Denis Island (IATA: DEI, ICAO: FSSD) este un aeroport din Seychelles ce deservește zona Denis⁠(d).
Situat la o altitudine de 3 m, aeroportul dispune de o singură pistă.